# Calvados Roger Groult
 (septembre 2022).
Si vous disposez d'ouvrages ou d'articles de référence ou si vous connaissez des sites web de qualité traitant du thème abordé ici, merci de compléter l'article en donnant les références utiles à sa vérifiabilité et en les liant à la section « Notes et références ».
Pour les articles homonymes, voir Groult.
Le Calvados Roger Groult est un calvados produit par la famille Groult au Clos de la Hurvanière depuis cinq générations. Ce domaine est situé à Saint-Cyr-du-Ronceray en Normandie (France), dans une région reconnue pour la qualité de ses cidres et ses calvados : le Pays d'Auge.

## Historique
C'est au cours du XVIIIe siècle que la famille Groult s'installe au Clos de la Hurvanière.
Pierre Groult (1830-1918) commence à distiller son cidre aux alentours de 1850. Encouragé par la remise d'une médaille d'or au Concours agricole de Lisieux du 30 juillet 1893, Pierre Groult va développer la production et augmenter son stock de calvados grâce à l'achat d'un petit alambic ainsi qu'à la construction de son chai à la fin du XIXe siècle.
Son fils Léon Groult (1874-1923) lui succède et construit, lui aussi, son propre chai de vieillissement afin de répondre à la demande croissante des auberges et des particuliers qui s'approvisionnent en Calvados Groult.
Roger Groult (1905-1988), fils de Léon et petit-fils de Pierre, va donner de l'ampleur à la distillerie. En 1975, Roger Groult crée avec ses enfants la S.A. Calvados Roger Groult destinée à la production et la commercialisation de calvados.
Jean-Pierre Groult (1946-2008), fils de Roger, en prend la direction. La création de la société lui permet d'acheter des pommes dans le voisinage afin d'augmenter la production. Il construit en 1980 les deux plus grands chais du domaine pour stocker et faire vieillir de plus importantes quantités de calvados. Ces stocks lui seront utiles car Jean-Pierre développe à partir de cette époque la vente à l'export. Il fait alors partie des producteurs précurseurs qui osent proposer ce produit du terroir dans les plus grands hôtels et restaurants du monde. C'est grâce à lui que ces produits sont maintenant distribués dans 25 pays.
En 2008, Jean-Roger Groult, fils de Jean-Pierre et cinquième génération, prend la direction de la société familiale. Après avoir appris de son père la double distillation au feu de bois et les secrets des assemblages, il perpétue les traditions familiales en se consacrant à la production et la commercialisation des Calvados Groult.

## Pérennité
La S.A. Calvados Roger Groult demeure aujourd'hui une entreprise familiale et indépendante. Elle reste de taille humaine puisqu'elle emploie 8 personnes.